# رادوخوو
رادوخوو (به لهستانی:  Radochów) یک روستا در لهستان است که در گمینا لاندک-زدروی واقع شده‌است. رادوخوو ۵۰۰ نفر جمعیت دارد و ۴۰۰ متر بالاتر از سطح دریا واقع شده‌است.